# Фогтсбург (Кайзерштуль)
Фогтсбург (нем. Vogtsburg im Kaiserstuhl) — город в Германии, в земле Баден-Вюртемберг.
Подчинён административному округу Фрайбург. Входит в состав района Брайсгау — Верхний Шварцвальд. Население составляет 5680 человек (на 31 декабря 2010 года). Занимает площадь 37,40 км². Официальный код — 08 3 15 133.
Город подразделяется на 7 городских районов.